# 卢松昌
卢松昌（1952年—）香港人，保钓运动人士。

## 生平
卢松昌是一位专科学校教师。2011年，卢松昌作为第八期居民参加了香港反对兴建美孚新邨屏风楼的活动。 
因为参加反对兴建美孚新邨屏风楼的活动，卢松昌结识了香港社会運动人士，从而获得了参加保钓活动的机会，于2012年搭乘啟豐二號登上钓鱼岛，随即被日本方面逮捕并强制遣返。这是卢松昌首次参加保钓活动。